# Nevinné lži
Nevinné lži jsou cyklus televizních filmů z produkce České televize. 1. řada z roku 2013 měla 8. dílů, 2. řada z roku 2014 měla 5 dílů.

## Seznam dílů
1. řada:
1. Pod hladinou
2. Lež má rozbité auto
3. Druhý dech
4. Hvězdička
5. Klukovina
6. Chromozom
7. Čistá práce
8. Byl lásky čas

2. řada:
1. Zrádce
2. Vedlejší příznaky
3. Na dně skleničky
4. Moje pravda
5. Hra